# Dieter Kattenbusch
Dieter Kattenbusch (* 13. Januar 1952 in Altenbögge-Bönen) ist Professor für romanische Sprachwissenschaft am Institut für Romanistik der Humboldt-Universität zu Berlin (seit Oktober 2015 im Ruhestand). Das Studium mit abschließender Promotion absolvierte er an der Westfälischen Wilhelms-Universität in Münster und erlangte 1991 die Habilitation an der Universität Gießen. Forschungsschwerpunkte Kattenbuschs sind Italienische Dialekte und Minderheitensprachen sowie das Projekt VIVALDI – Vivaio acustico delle lingue e dei dialetti d'Italia.
Kattenbusch gehört dem wissenschaftlichen Komitee von Ladinia – Sföi culturâl dai ladins dles Dolomites an.

## Veröffentlichungen
- Das Frankoprovenzalische in Süditalien. Studien zur synchronischen und diachronischen Dialektologie, Tübingen (Narr) 1982.
- Einführung in die italienische Sprachwissenschaft, Niemeyer, Tübingen 1987, 2. Auflage 1992, gemeinsam mit Horst Geckeler (= Romanistisches Arbeitsheft 28).
- mit Roland Bauer und Harald Fröhlich (Hrsg.): Varietas delectat. Vermischte Beiträge zur Lust an romanischer Dialektologie ergänzt um Anmerkungen aus verwandten Disziplinen. Egert, Wilhelmsfeld 1993, ISBN 3-926972-31-9.
- Die Verschriftung des Sellaladinischen. Von den ersten Schreibversuchen bis zur Einheitsgraphie, San Martin de Tor (Istitut Ladin „Micurá de Rü“) 1994.
- Cali. Tagebuch eines anderen Urlaubs, Berlin (edition tranvía) 1997.
- Grundlagen der italienischen Sprachwissenschaft, Haus des Buches, Regensburg 1999 (= Basiswissen Sprachwissenschaft 1).
- Grundlagen der französischen Sprachwissenschaft, Haus des Buches, Regensburg 2000 (= Basiswissen Sprachwissenschaft 2).
- Romanische Vornamen, Berlin (edition tranvía) 2008.
- VIVALDI – Vivaio Acustico delle Lingue e dei Dialetti d'Italia 1 – Akustischer Sprachatlas Italiens nach Regionen 1: Sicilia, 2: Sardegna, 3: Liguria, 4: Valle d'Aosta, 5: Umbria, 6: Trentino/Südtirol, 7: Molise, 8: Piemonte[2].